# 타키모토 미오리
타키모토 미오리(瀧本 美織, 1991년 10월 16일 ~ )는 일본의 배우이자, 가수이다.

## 음반 활동
- 스윗츠 - LolitA☆Strawberry in summer (2003년)

## 출연 작품

### 드라마
- 2010년 《철판》 - 무라카미 아카리 역
- 2011년 《미남이시네요》 - 사쿠라바 미오 / 사쿠라바 미코 역
- 2011년 《철판 번외편 - 이브 러브 라이브》 - 무라카미 아카리 역
- 2012년 《헝그리!》 - 오쿠스 지에 역
- 2012년 《GTO》 - 후유츠키 아즈사 역
- 2012년 《퍼펙트 블루》
- 2013년 《바다위의 진료소》- 출연

### 영화
- 2010년 《파안도》 - 유키 역
- 2010년 《달팽이 식당》

2014년 (사다코2)
- 안도 후코역